# Хјуго Хорн
Хјуго Хорн (енгл. Hugo Horn; 9. мај 1977) професионални је рагбиста и репрезентативац Намибије, који тренутно игра за енглеског друголигаша Ротерам титане. Одиграо је 3 утакмице на светском првенству 1999. и 4 утакмице на светском првенству 2007. У дресу Намибије постигао је 2 есеја у 35 утакмица.